# Syllophopsis adiastolon
Syllophopsis adiastolon (лат.) — вид мелких муравьёв рода Syllophopsis (ранее в Monomorium) из подсемейства мирмицин. Эндемик Мадагаскара.

## Этимология
Видовое название происходит от латинизированного греческого слова «adiastolos» («смешанный»), так как имеет сходство с двумя другими очень похожими видами

## Описание
Мелкие муравьи длиной около 3 мм. Основная окраска желтовато-коричневая. От близких видов отличается следующими признаками: глаза относительно крупные (ширина глаза ≥ наибольшей ширины скапуса усиков, а число омматидиев ≥ 16); постпетиолус утончён спереди; слабые, продольные бороздки почти всегда присутствуют по бокам петиоля; есть максимум четыре мандибулярных зубца; промезонотум всегда плавно закруглён на плечевых углах (ширина головы 0,63-0,70 мм; индекс скапуса 88-100). Усики 12-члениковые с 3-члениковой булавой. Усиковые бороздки отсутствуют. Формула щупиков 2,2. Стебелёк между грудью и брюшком состоит из двух члеников: петиолюса и постпетиолюса (последний чётко отделён от брюшка), жало развито. Сходен с видами S. fisheri и S. hildebrandti. Вид был впервые описан под названием Monomorium adiastolon и включён в видовую группу hildebrandti group. С 2015 года в составе рода Syllophopsis.

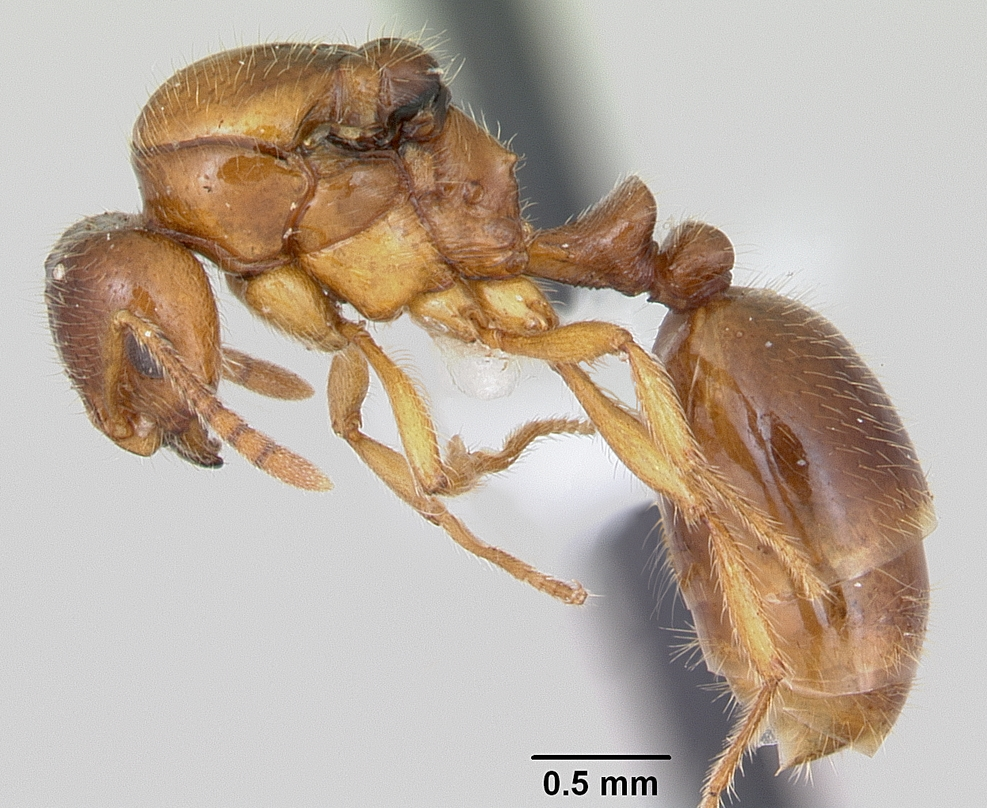
Самка сбоку
Голова самки
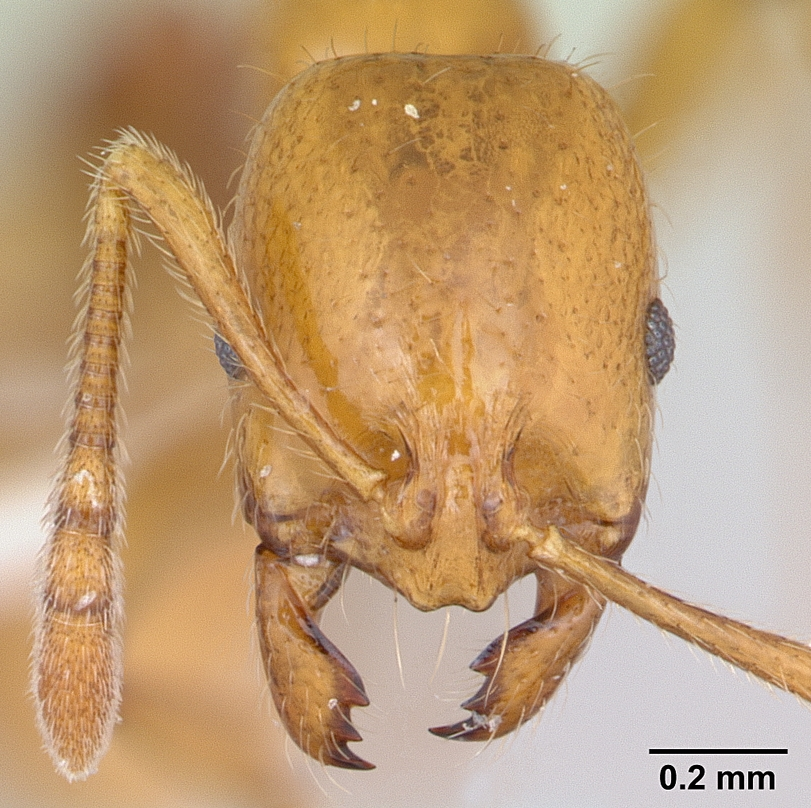
Голова рабочего

## Распространение
Мадагаскар, провинция Анциранана.